# Maeda Keiji
 (novembre 2013).
Si vous disposez d'ouvrages ou d'articles de référence ou si vous connaissez des sites web de qualité traitant du thème abordé ici, merci de compléter l'article en donnant les références utiles à sa vérifiabilité et en les liant à la section « Notes et références ».
Maeda Keiji est un nom japonais traditionnel ; le nom de famille (ou le nom d'école), Maeda, précède donc le prénom (ou le nom d'artiste).
Maeda Keiji (前田 慶次), ou Maeda Keijirō (前田 慶次郎), de son vrai nom Maeda Toshimasu (前田 利益), est un samouraï de la période Sengoku. On estime sa naissance aux alentours des années 1530-1535. La date de sa mort, connue, est en 1612.

## Biographie
Né dans le clan Takigawa, il fut rapidement adopté par Maeda Toshihisa, frère aîné de Maeda Toshiie, futur chef du clan Maeda. Il servit avec son oncle Toshiie sous les ordres du clan Oda, lors du règne d'Oda Nobunaga. Il s'illustra dans cette période pour ses exceptionnelles qualités martiales, se faisant remarquer par le seigneur Nobunaga durant sa quête d'unification du Japon. Pourtant, à la mort de Toshihisa, alors qu'il était l'héritier du clan, Oda Nobunaga nomma à sa place son oncle, Toshiie, à la tête du clan. Cette décision jeta un froid entre Maeda Keiji et le clan Oda ainsi que contre le clan Maeda lui-même, ne pouvant s'entendre avec son oncle, clans dont il s'éloigna donc progressivement.
Il rencontra par la suite le clan Uesugi, auquel il vouait déjà une grande admiration, au travers de la réputation exceptionnelle comme chef de guerre de son seigneur, Uesugi Kenshin. Ce fut lors d'un séjour à Kyoto qu'il rencontra Naoe Kanetsugu, serviteur du clan Uesugi, avec qui il se lia d'amitié. C'est à cette occasion que Keiji quitta définitivement le clan Oda pour rallier les Uesugi.
Au sein de ce nouveau clan, il fit montre une nouvelle fois de ses prédispositions pour l'art de la guerre. Lors de la fuite du clan Uesugi, à la suite de l'échec d'une bataille visant à la conquête de la province d'Aizu, les Uesugi furent rattrapés à Hasedo par le clan Date et le clan Mogami. Commandant la faible arrière-garde des Uesugi, Maeda Keiji mit en déroute les armées des clans Date et Mogami, acte ayant des conséquences nombreuses : permettre aux Uesugi de s'enfuir avec des pertes minimes, faire grandir encore sa notoriété et sa réputation d'invincibilité, et tourner vers lui la rancœur de Date Masamune, seigneur des Date, ridiculisé par la formidable prouesse de Keiji.
Keiji revint à la capitale à la suite de ces évènements, mis de côté de ses conquêtes par le seigneur Toyotomi Hideyoshi, deuxième grand unificateur du Japon après Nobunaga Oda, trouvant son comportement trop violent. Ainsi, lors de la conquête de Kyushu, Keiji Maeda demeura à Kyoto. Il s'y illustra cette fois non pas pour ses qualités martiales, mais pour ses dons d'artiste, se révélant excellent poète et peintre.
À la mort d'Hideyoshi Toyotomi, Tokugawa Ieyasu décida de prendre le pouvoir, et de devenir le nouveau seigneur et unificateur du Japon. Se dressa face à lui le seigneur Mitsunari Ishida, ancien vassal des Toyotomi, et déterminé à donner le pouvoir au fils d'Hideyoshi, Toyotomi Hideyori. Les Uesugi prennent le parti de Mitsunari Ishida, et Keiji marcha au combat avec eux. Il participa à de nombreuses victoires, et eut un rôle plus que décisif lors de la bataille qui fit se confronter une nouvelle fois les Uesugi et le clan Mogami. Alors qu'aucune des deux armées ne parvenait à prendre l'ascendant, Keiji prit avec lui seulement huit cavaliers, et parvint à briser les rangs des Mogami, permettant au reste de l'armée des Uesugi de mettre en déroute leurs adversaires.
Mais alors que Keiji dirigeait des troupes de soutien, selon les ordres de son ami et commandant Kanetsugu, l'armée Uesugi fut attaquée par le clan Date et mise en déroute. Peu de temps après, Mitsunari Ishida était vaincu par Ieyasu Tokugawa lors de la célèbre bataille de Sekigahara, et exécuté. Le clan Uesugi dut se soumettre aux Tokugawa en 1601, et Keiji ne put s'opposer à cette décision.
Par la suite, le clan Uesugi, dépossédé de son ancien domaine par le clan Date, se vit octroyer le domaine de Yonezawa par Ieyasu Tokugawa. Keiji s'y retira avec Kanetsugu, abandonnant les armes pour se consacrer à sa seconde passion : les arts. C'est là, vraisemblablement, qu'il mourut de vieillesse, jamais défait au combat.

## Personnalité
Keiji est décrit comme un colosse, dépassant en taille et en carrure tous ses alliés et ennemis. Guerrier réputé invincible, il avait la réputation d'un homme hédoniste, jovial, bon vivant, voire parfois désinvolte. De la violence, voire de la sauvagerie, et un tempérament agressif font également partie de ses attributs (c'est ce qui lui valut d'être éloigné de la campagne de Kyushu par Hideyoshi Toyotomi, qui craignait que son impulsivité ne mette en péril cette conquête délicate). Au-delà de sa force et de son caractère sanguin, Keiji Maeda a été retenu pour ses estampes et ses poèmes, dont il était grand auteur et grand amateur, contrebalançant sa violence d'une certaine sensibilité. Il était également réputé pour être un homme loyal, avant tout à ses principes, ensuite à ses seigneurs, mais surtout à la justice. C'est la déception de cette considération qui le fit quitter les Oda lorsque Nobunaga Oda le spolia de son droit sur son clan.

## Matsukaze
Matsukaze, que l'on pourrait traduire par « le vent dans les arbres », était la célèbre monture de Keiji. Deux versions existent à propos de cet animal et de son lien avec Keiji. La première veut qu'il ait été issu de nombreux croisements entre les meilleurs chevaux, ses auteurs ayant pour désir d'obtenir une bête sans équivalent. Ils y seraient si bien parvenus que l'animal, exceptionnel, ne se laissait monter par personne. Keiji, en ayant eu vent, serait parvenu à faire plier l'animal à sa volonté, se révélant aussi sauvage que lui.
La seconde version, tenant plus de la légende, décrivait Matzukaze comme un cheval sauvage, habité par un esprit le rendant dangereux et agressif, mais aussi beaucoup plus fort, allant jusqu'à attaquer les voyageurs. Keiji serait parvenu à libérer l'animal de l'esprit, et celui-ci, en remerciement, aurait accepté de le suivre.
Le tout étant finalement que Keiji dompta l'animal qui ne se laissait monter que par lui. Suffisamment haut et large pour supporter son imposant maître, il aurait été d'une telle force qu'il pouvait le porter durant des jours. Keiji et Matsukaze ne se seraient ensuite jamais plus quittés. La légende veut qu'à la mort de Keiji, le cheval se soit enfui et que l'on ne l'ait jamais revu.

## Maeda Keiji dans la fiction
Keiji est un personnage jouable de la série des Samourai Warriors (présent dans les actuels trois opus du jeu, ainsi que dans les jeux dérivés ou associés), développée par Koei. Une BD manga a été créée sur lui, portant le même simple titre, Keiji. Une série télévisée du nom de Toshiie to Matsu, diffusée par NHK, fait notamment apparaître la figure de Keiji Maeda.
Keiji apparait également dans la série de capcom intitulée Sengoku Basara, ainsi que dans l'anime du même nom, où il est décrit comme le « vagabond de la famille Maeda », très jovial et particulièrement contre la violence, toujours à régler les problèmes par des mots.